# Sam McMurray
Sam McMurray (* 15. April 1952 in New York City) ist ein US-amerikanischer Schauspieler.

## Leben
McMurray ist der Sohn der beiden Schauspieler Richard McMurray und Jane Hoffman.
Bekannt wurde er vor allem durch seine Rolle in der Sitcom King of Queens als Supervisor Patrick O'Boyle. Neben King of Queens hatte Sam McMurray in anderen Serien kleinere Rollen oder Gastauftritte. So spielte McMurray den Chef von Chandler Bing in der erfolgreichen Sitcom Friends und war u. a. in den Serien Eine schrecklich nette Familie, Hör mal, wer da hämmert, Wer ist hier der Boss?, Parker Lewis, Chicago Hope, Boston Legal, Breaking Bad, Die Sopranos sowie Devious Maids – Schmutzige Geheimnisse zu sehen.
Daneben leiht er in der englischen Version der Animations-Serie Free for All seine Stimme Douglas Jenkins, dem Vater der Hauptfigur.

## Filmografie (Auswahl)
- 1976: Kojak – Einsatz in Manhattan (Kojak, Fernsehserie, eine Folge)
- 1983: Baby It's You
- 1983: Miami Vice (Fernsehserie, eine Folge)
- 1987: Arizona Junior (Raising Arizona)
- 1987: Ray’s Male Heterosexual Dance Hall (Kurzfilm)
- 1989: Schöne Bescherung (Christmas Vacation)
- 1989: Joy Stick Heroes (The Wizard)
- 1989: Matlock (Der Tod eines Fotomodells als Barton Hess)
- 1990: Golden Girls (The Golden Girls, Fernsehserie, eine Folge)
- 1990: Eine schrecklich nette Familie (Married with Children, Fernsehserie, eine Folge)
- 1991: Stone Cold – Kalt wie Stein (Stone Cold)
- 1991: L.A. Story
- 1991: Hör mal, wer da hämmert (Home Improvement, Fernsehserie, eine Folge)
- 1993: Die Addams Family in verrückter Tradition (Addams Family Values)
- 1994: Allein mit Dad & Co (Getting Even with Dad)
- 1996: Hilfe, ich komm' in den Himmel (Dear God)
- 1996: Munsters fröhliche Weihnachten (The Munsters’ Scary Little Christmas)
- 1997–2001: Friends (Fernsehserie, 3 Folgen)
- 1999: Gnadenlos schön (Drop Dead Gorgeous)
- 1999: Mod Squad – Cops auf Zeit (The Mod Squad)
- 2000: Lucky Numbers
- 2001: Malcolm mittendrin (Malcolm in the Middle, Fernsehserie, eine Folge)
- 2001: Die Sopranos (The Sopranos, Fernsehserie, eine Folge)
- 2002: Cowboys und Idioten (Lone Star State of Mind)
- 2006: Lake Placid 2
- 2006: Die wilden Siebziger (That ’70s Show, Fernsehserie, eine Folge)
- 2001–2006: King of Queens (The King of Queens, Fernsehserie, 17 Folgen)
- 2007: Boston Legal (Fernsehserie, Gastauftritt, eine Folge)
- 2007: Hotel Zack & Cody (The Suite Life of Zack & Cody, Fernsehserie, 2 Folgen)
- 2007: Lake Placid 2 (Fernsehfilm)
- 2008: Ring of Death
- 2009: Breaking Bad (Fernsehserie, 2 Folgen)
- 2010: A Little Help
- 2011: Navy CIS (Fernsehserie, eine Folge)
- 2011: Grey’s Anatomy (Fernsehserie, eine Folge)
- 2015: Jenny’s Wedding
- 2016: Devious Maids – Schmutzige Geheimnisse (Devious Maids, Fernsehserie, 4 Folgen)
- 2018: Mom (Fernsehserie, 6. Staffel)
- 2019: Grace and Frankie (Fernsehserie, 2 Folgen)
- 2019: Elementary (Fernsehserie, eine Folge)
- 2025: Navy CIS (Fernsehserie, eine Folge)